# Invocation of Magick
Invocation of Magick è il nono album in studio della band doom/death metal Runemagick, pubblicato nel febbraio 2006 per conto della Aftermath Records.

## Tracce
1. Preludium Apocalypsis – 4:47
2. Invocation of Doom Runes – 10:35
3. Black Magick Sorceress – 14:12
4. Fisher of Souls – 10:28
5. Lower Worlds – 1:02
6. The Devils (Imperium Magnum Infernalis) – 9:29
7. Conjuration of the Black Shape – 7:00
8. Witchcraft Gateways – 12:22

## Formazione
- Nicklas "Terror" Rudolfsson - voce, chitarra
- Emma Karlsson - basso
- Daniel Moilanen - batteria